# Manon (film)
Manon är en fransk dramafilm från 1949 i regi av Henri-Georges Clouzot.
Filmen är baserad på abbé Prévosts roman Manon Lescaut men handlingen har förflyttats till andra världskriget.

## Utmärkelser
Manon vann Guldlejonet vid filmfestivalen i Venedig 1949. Filmen vann även Syndicat Français de la Critique de Cinéma et des Films de Télévisions pris för bästa film 1950.

## Rollista i urval
- Serge Reggiani - Leon Lescaut
- Michel Auclair - Robert Dégrieux
- Cécile Aubry - Manon Lescaut
- Andrex - Le trafiquant
- Raymond Souplex - M. Paul
- André Valmy - Lieutenant Besnard
- Henri Vilbert - Le commandant
- Héléna Manson - La commère
- Dora Doll - Juliette
- Simone Valère - Isé
- Gabrielle Dorziat - Mme. Agnès